# نورا جونز
نورا جونز (بالإنجليزية: Norah Jones)‏ (ولدت في 30 مارس، 1979) هي مغنية وكاتبة اغاني وممثلة أمريكية. نورا هي ابنة عازف السيتار الهندي رافي شنكار والاخت غير الشقيقة لانوشكا شنكار. بدأت حياتها المهنية في العام 2002 بالبومها الغنائي الأول Come Away With Me، الذي حقق 5 جوائز جرامي، منها البوم العام وأفضل فنان جديد. ز اعقب ذلك ثاني البوم موسيقي لها Feels Like Home الذي صدر في عام 2004. وفي 2007 اصدرت الالبوم الثالث لها تحت عنوان Not Too Late. وفي نوفمبر 2009 اصدرت الالبوم الرابع لها The Fall. البومات نورا حققت مبيعات كبيرة في الولايات المتحدة وحول العالم  أكثر من 17 مليون البوم في الولايات المتحدة وأكثر من 40 مليون حول العالم، وبذلك تعتبر نورا مغنية الجاز الأكثر مبيعا في جيلها. في 11 ديسمبر 2009 احتلت نورا المركز الـ 60 في قائمة البيلبوارد لأعلى الفنانين مبيعا في العقد الأول من القرن الواحد والعشرين.

## نشأتها
ولدت نورا في بروكلين، نيويورك في 30 مارس 1979 لأب هندي وهو عازف السيتار رافي شانكار ومنتجة الحفلات الأمريكية سو جونس. قضت نورا طفولتها مع امها، التي انتقلت الي احدي احياء دالاس، تكساس يدعي جريب فاين، وفي ذلك الوقت كانت نورا في عمر الرابعة. في بداية حياتها درست نورا في مدرسة كوليفيل المتوسطة، ثم في مدرسة جريب فاين الثانوية قبل أن تنتقل لمدرسة بووكر.تي واشنطن لفن الأداء والفنون المرئية في دالاس. التدريب الصوتي الوحدي الذي تلقته نورا كان في الفترة الوجيزة التي امضتها في فرقة الكورال في مدرسة كولي فيل وبوكر تي واشنطن. وأيضا انضمت نورا الي احدي الفرق الموسيقية ولعبت آلة الساكس حين كانت في كولي فيل. وفي السادسة عشرة من عمرها وبعد مباركة من الاهل قامت نورا بتغيير اسمها رسميا الي «نورا جونز».
نورا دائما ما كانت مولعة بموسيقي بيللي ايفانز وبيللي هولي داي. وقد صرحت مرة بذلك حيث قالت، «امي كانت تمتلك المجموعة الكاملة لالبومات بيلي هوليداي وانا قمت باختيار احدي الأقراص واخذت اسمعها لاكثر من مرة.» تعتبر نورا ويلي نيلسون المرشد الفني لها. بدأت الغناء في جوقة الكنيسة واخذ حصص تعلم البيانو حين كانت طفلة صغيرة. ما زالت الي اليوم تذهب الي الكنيسة. تعتبر نفسها روحانية وتقدر الطقوس الكنسية والدينية ولكن لا تعتبر نفسها شخضية متدينة.
نورا استكملت دراستها الجامعية في جامعة شمال تكساس، وتخصصت في دراسة بيانو الجاز. وفي ذلك الوقت تعرفت لأول مرة علي زميلها الفنان جيسي هاريس، والذي سيساهم فيما بعد بصعودها الي الشهرة. اختيرت في ذلك الوقت للأداء مع احدي الفرق الموسيقية في الجامعة وتصادف انهم كانوا اصدقاء جيسي هاريس. كان هاريس يقوم برحلات علي الطريق في العديد من الماكن حول تكساس من اجل مشاهدة نورا وفرقتها. وفي عام 1999، وبعد سنتين من الصعوبات الدراسية، ذهبت نورا الي نيو يورك. وفي اقل من عام كانت نورا قد شكلت فريق موسيقي مع هاريس.

## المسيرة الفنية

### 2001-2004: فترة التطور الموسيقي
قامت نورا في تلك الفترة بابرام أول تعاقد لها مع شركة تسجيلات بلو نوت، التابعة لشركة EMI. في يناير 2001, وقبل اصدارها لالبومها الأول، اصدرت نورا تسجيل به 5 اغنيات، وذلك من اجل الترويج للالبوم القادم.
الالبوم الأول لنورا،Come Away with Me طرح في فبراير 2002, ولاقي ترحيبا كبير لمزجه الموسيقي الهادئة مع البوب والسول والجاز. وصل الالبوم الي المرتبة الأولي في تصنيف البيل بورد الأمريكي بالاغنية الفردية"Dont Know Why". هذا بالإضافة الي فوزها في ذلك العام بجائزة الجرامي لأفضل البوم في العام. وفي تلك الفترة ظهرت في احدي الأفلام كضيف شرف وقامت بلعب البيانو والغناء.
تلقي البومها الأول شهادة التقدير البلاتينية من موسسة التسجيل الموسيقي الأمريكية في أغسطس 2002, ووصل الي التقدير الماسي في فبراير 2005.

### 2004-2006: النجاح التجاري
اصدرت نورا البومها الثاني،Feels Like Home، في فبراير 2004. وبدلا من تكرار نفس الكل الموسقي للالبوم السابق من حيث استخدام موسيقي الجاز قررت نورا ان يكون البومها الثاني متأثرا بموسيقي الكانتري (الريف الأمريكي). وفي غضون اسابيع من صدوره للمرة الأولي حقق الالبوم الثاني مبيعات بالملايين جعلته الالبوم الأكثر مبيعا في تاريخ شركة بلو نوت. وفي 2004 وضعت مجلة التايم نورا في قائمتها السنوية لاكثر الأشخاص تأثيرا في العام 2004. وصل الالبوم الي الرقم واحد في تصنيفات الالبومات في ما لا يقل عن 16 بلد حول العالم.

### 2006-2008: التأكيد علي النجاح الموسيقي
في 30 يناير 2007, أصدرت نورا جونز البومها الثالث،Not Too Late. الالبوم هو الأول في مسيرتها الموسيقية التي تقوم بكتابته أو المشاركة في كتابة كل الاغاني فيه، وحسب تصريحاتها يحتوي الالبوم علي سوداوية أكثر من الالبومات السابقة. قامت نورا بتسجيل الغالبية العظمي من الالبوم داخل استوديو منزلي معد خصيصا لهذا الغرض وهو الالبوم الأول بدون المنتج عريف ماريدن الذي توفي في صيف 2006. وصفت نورا جلسات التسجيل في الالبوم بأنها مرحة، مريحة، يسيره وبدون مواعيد للتسليم فالشركة المنتجة لم تكن تعلم بأنهم يقومون بتسجيل البوم.
وصل الالبوم الي المركز الأول في عشرين بلد حول العالم. وتعتبر مبيعات الالبوم في الاسبوع الأول ثالث أفضل مبيعات يحققها فنان في اسبوعه الأول. وصل الالبوم الي المركز الأول في الولايات المتحدة وذلك بعد بيعه ل405,000 نسخة. وحسب بيان صحفي صُدر من EMI الالبوم،Not Too Late، وصل الي الشهادات الذهبية والبلاتينية في 21 دولة بحلول فبراير 2007. باع الالبوم ما يقرب من 5 ملايين نسخة عالميا.

### 2009 - الحالي: شكل جديد وصوت موسيقي جديد
في أغسطس 2009 اعلنت جونز انها بصدد طرح البوم جديد في 17 نوفمبر. وحسب الموقع الألكتروني للبيل بورد يعتبر الالبوم تغيير في شكل ونوع الموسيقي الذي تقوم بتقديمه نورا حيث ستتبتعد عن تقديم موسيقي الجاز وستبداء بالبحث عن شكل اقرب للروك المعاصر.
و في سبتمبر 2009 قامت نورا بأداء حفل موسيقي في سان فرانسيسكو من اجل الترويج للالبوم الجديد.

## الحياة الشخصية
نورا علي علاقة طويلة مع لاعب البيس في فرقتها لي الكسندر دامت علاقتهم سبع سنين من 2000 الي 2007 حين انفصلوا في عيد الكريسماس.

## مشاريع إضافية
في بداية مشوارها الفني ظهرت نورا كضيف شرف في فيلم،Two Weeks Notice. ظهرت في مشاهد قليلة لتغني في احدي الحفلات الخيرية.
في نهاية العام 2003, ظهرت العديد من الاشاعات التي تفيد بإمكانية تقديم المخرج الهندي الشهير ديف اناند فيلم عن حياة جونز ومشاكلها الدائمة مع ابيها رافي شناكار. غضب كل من نورا جونز ورافي شنكار من تلك الشائعات. واكدت نورا انه لا يصح ان يتدخل أحد في المشاكل والحياة الشخصية لها ولوالدها.
ساهمت نورا في أغنية واحدة في احدي البومات الفريق الغنائي رايان ادمز والكاردينلز.
جونز شكلت مع ريتشارد جليان، جيم كامبيلنجو، لي الكسندر ودان رايسير فرقة ذا ليتل ويليس. اصدرت نورا مع ذا ليتل ويليس البوم بنفس اسم الفريق يحتوي على اغاني من الريف الأمريكي الكلاسيكية مقدمة بشكل أكثر حداثة.
و في طريقها للبحث عن صوتها الجديد في الفترة ما قبل اصدارها لالبومها ذا فال، أصدرت نورا البوم من نوعية موسيقي البانك تحت اسم اخر هو El Madmo.
ظهرت نورا في العام 2004 في حلقة من برنامج Sesame Street (النسخة الأمريكية من عالم سمسم).
ساهمت نورا أيضا في احدي الاغاني في الالبوم الأخير لراي تشارلز. وهذه الاغنية فيما بعدت حصدت جائزتين جرامي لأفضل تسجيل وأفضل البوم في العام.
و في فبراير 2006, قدمت نورا أول افلامها مع المخرج ونج كار-واي. الفيلم تحت عنوان،My Blueberry Nights، كان فيلم الافتتاح في مهرجان كان للفيلم في 2007 وأحدي 22 فيلم في المسابقة. وفي يناير 2007, أصدرت نورا تسجيل مباشر من استديوهات ابي روود الشهيرة. ظهرت أيضا نورا مرتين في المسلسل Austin City Limits.
نورا غنت في أغنية واحدة في البوم هربي هانكوك. هذا الألبوم أيضا فاز بالبوم العام.

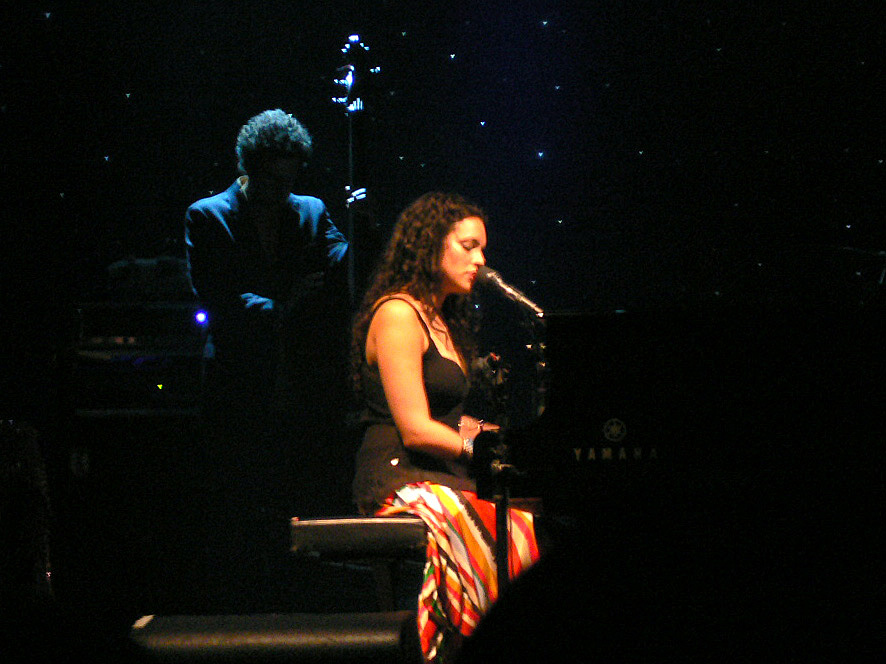
نورا جونز تلعب في الساحة Blaisdell.

نورا ظهرت في البرنامج الكوميدي الشهير Saturday Night Live، لتؤدي احدي الفواصل الكوميدية.
في عام 2009, ظهرت نورا في احدي الأفلام المستقلة مع شون بونس ولبين شايس وسام فليشنر.
ظهرت نورا كاحدي الحكام في العام الخامس من جوائز الموسيقيين المستقلين، وهي جوائز تمنح لتشجيع مسيرة الفنانين المستقلين.

## مشروع هانك ويليامس
نورا هي احدي المشاركين في ما يعرف بمشروع هانك ويليامس، تحت اشراف بوب ديلان، وتشير التقارير الي مشاركة كل من ويلي نيلسون، جاك وايت والآن جاكسون. في 31 مارس، 2008، احيت نورا جونز الذكري العاشرة لإنشاء ذا ليفينيج رووم احدي الأماكن التي لعبت فيها نورا الموسيقي لأول مرة في بدايتها. لعبت نورا أغنية جديدة تحت عنوان How Many Times Have You Broken My Heart، واكدت ان تلك الاغنية مرتبطة بمشروع هانك ويليامس. قامت أيضا نورا في نفس العام بتأدية الاغنية ذاتها في برنامج حواري يقوم بتقديمه المغني اليفس كاستيللو.Spectacle: Elvis Costello with...

## جولاتها
طوال عامي 2002 و2003، في بدايات ظهور نورا حيث قامت باول جولاتها علي الإطلاق حيث سافرت حول آسيا، أمريكا، أوروباوأوقيانوسيا. استقبلت الجولة الأولي لها بترحيب جماهيري كبير واطراء من مختلف النقاد. عمليات البيع المسبق لبطاقات لحفلات كانت متاحة لأعضاء نادي المعجبين بها، وكذلك بيع العديد منها قبل الحفلات. [بحاجة لمصدر] وقالت انها بدأت جولتها الأوروبية يوم 9 يوليو 2007 في باريس، واختتمت بحفل في ريكيافيك، أيسلندا يوم 2 سبتمبر، 2007.

## ظهور مميز
- في 9 سبتمبر 2009 قامت نورا بأداء مجموعة من اغانيها المختلفة لحفل في سان فرانسيسكو لصالح شركة ابل للاكلترونيات للاحتفال باصدار بعض الأجهزة وبرامج الكومبيوتر الجديدة الخاصة بالشركة.
- ظهرت نورا في برنامج شارع سمسم النسخة الأمريكية لبرنامج عالم سمسم لتغني أغنية Come Away With Me.
  - غنت نورا أغنية من البومها الأخير Chasing Pirates في برنامج كونان اوبريان الليلي.

## قائمة أفلامها
| السنة       | العنوان                         | الدور               | ملاحظات                                                                                       |
| ----------- | ------------------------------- | ------------------- | --------------------------------------------------------------------------------------------- |
| 2002 – 2004 | Saturday Night Live             | نفسها               | "روبرت دي نيرو/نورا جونز" (الموسم 28، الحلقة 7) "كولين فيرث/نورا جونز" (الموسم 29، الحلقة 14) |
| 2002        | Two Weeks Notice                | نفسها               | دور قصير                                                                                      |
| 2003        | Dolly Parton: Platinum Blonde   | نفسها               | دور قصير / وثائقي تليفزيوني                                                                   |
| 2003        | 100% NYC: Tribeca Film Festival | نفسها               | دور قصير / وثائقي تليفزيوني                                                                   |
| 2004        | Sesame Street                   | نفسها               | "Snuffy's Invisible, Part 1" (الموسم 35، الحلقة 13)                                           |
| 2007        | My Blueberry Nights             | إليزابيث (ليزي/بيث) |                                                                                               |
| 2007        | Elvis: Viva Las Vegas           | نفسها               | دور قصير / وثائقي تليفزيوني                                                                   |
| 2008        | Life. Support. Music.           | نفسها               | دور قصير                                                                                      |
| 2009        | Wah Do Dem                      | ويلو                |                                                                                               |
| 2009        | 30 Rock                         | نفسها               | "Kidney Now!" (الموسم 3، الحلقة 22)                                                           |
| 2009        | Tony Bennett: Duets II          | نفسها               | دور قصير / فيلم تلفزيوني                                                                      |
| 2012        | Ted                             | نفسها               |                                                                                               |
| 2012        | VH1 Storytellers                | نفسها               |                                                                                               |

## الأعمال الغنائية
- Come Away With Me - 2002
- Feels Like Home - 2004
- Not Too Late - 2007
- The Fall - 2009
- Little Broken Hearts - 2012

## روابط خارجية
- نورا جونز على موقع IMDb (الإنجليزية)
- نورا جونز على موقع الموسوعة البريطانية (الإنجليزية)
- نورا جونز على موقع روتن توميتوز (الإنجليزية)
- نورا جونز على موقع قاعدة بيانات الأفلام العربية
- نورا جونز على موقع ألو سيني (الفرنسية)
- نورا جونز على موقع ميوزك برينز (الإنجليزية)
- نورا جونز على موقع رولينغ ستون (الإنجليزية)
- نورا جونز على موقع أول موفي (الإنجليزية)
- نورا جونز على موقع قاعدة بيانات الأفلام السويدية (السويدية)
- نورا جونز على موقع إن إن دي بي (الإنجليزية)